# I Love You Dude
I Love You Dude é o segundo Álbum de estúdio do duo alemão Digitalism, lançado na Alemanha em em 17 de junho de 2011 pela V2 Records. A canção "Forrest Gump" contou com a colaboração do vocalista do The Strokes, Julian Casablancas.

## Faixas
| N.º            | Título           | Compositor(es)                              | Duração |  |
| 1.             | "Stratosphere"   |                                             | 3:00    |  |
| 2.             | "2 Hearts"       | Moelle, Tüfekçi, Alexander Burnett          | 3:56    |  |
| 3.             | "Circles"        | Moelle, Tüfekçi, Cornelius Ulrich           | 3:48    |  |
| 4.             | "Blitz"          |                                             | 4:17    |  |
| 5.             | "Forrest Gump"   | Moelle, Tüfekçi, Julian Casablancas, Ulrich | 3:33    |  |
| 6.             | "Reeperbahn"     |                                             | 3:52    |  |
| 7.             | "Antibiotics"    |                                             | 3:58    |  |
| 8.             | "Just Gazin'"    | Moelle, Tüfekçi, Ulrich, Cathe              | 3:31    |  |
| 9.             | "Miami Showdown" |                                             | 3:25    |  |
| 10.            | "Encore"         |                                             | 4:19    |  |
| Duração total: | Duração total:   | Duração total:                              | 37:39   |  |

| Faixas bônus do iTunes |                  |         |  |
| N.º                    | Título           | Duração |  |
| 11.                    | "Harrison Fjord" | 6:11    |  |

| Edição especial da Fnac francesa |          |         |  |
| N.º                              | Título   | Duração |  |
| 12.                              | "Silenz" | 4:48    |  |
| 13.                              | "Blade"  | 5:50    |  |

A edição Japonesa troca as faixas 1 e 4 e inclui uma faixa bônus, "Sleepwalker" como faixa #7.
A faixa #3 "Circles" faz parte da trilha sonora do FIFA 12.

## Pessoal
- Jens Moelle – produtor, mixagem, design
- İsmail Tüfekçi – produtor, mixagem, design
- Mike Marsh – masterização
- Mark Ralph – produtor vocal
- Cornelius Ulrich – bateria
- Simon White – A&R

## Tabelas
| Tabela (2011)      | Posição |
| ------------------ | ------- |
| Austrália          | 41      |
| Bélgica (Flanders) | 81      |
| Bélgica (Wallonia) | 77      |
| França             | 95      |
| Alemanha           | 72      |
| Japão              | 56      |
| Suiça              | 65      |